# Ignazio Michele III Jarweh
Ignazio Michele III, nato Dionysius Michel Jarweh ibn Ni'matallah (Aleppo, 3 gennaio 1731 – Charfet, 14 settembre 1800), è stato arcieparca di Aleppo e terzo patriarca della Chiesa sira.

## Biografia

### Vescovo di Aleppo
Michel Jarweh nacque ad Aleppo il 3 gennaio 1731. Dopo aver trascorso un certo periodo come diacono a Edessa, il 4 luglio 1757 fu ordinato sacerdote dal vescovo siriano di Aleppo, George Fattal, che lo nominò procuratore della chiesa di Aleppo. Si distinse per i suoi sermoni e per la sua sollecitudine per i poveri.
In quegli anni Jarweh venne in contatto con l'arcivescovo melchita Ignazio Karbousse di Aleppo. Fu anche in buoni rapporti con i missionari gesuiti, che erano rispettosi delle tradizioni orientali, mentre ebbe sempre delle difficoltà con i missionari francescani, più inclini alla latinizzazione dei riti e dei costumi orientali. Sempre più spesso invitava i missionari latini a predicare nella sua chiesa, dove introdusse anche l'uso del rosario, forma di preghiera tipicamente occidentale ed estranea alla tradizione liturgica giacobita. Queste disposizioni suscitarono ben presto l'opposizione della Chiesa ortodossa siriaca.
Nel novembre 1757, dopo l'ordinazione sacerdotale, Jarweh fece un pellegrinaggio a Gerusalemme e da quel momento maturò la sua decisione di convertirsi al cattolicesimo.
Ritornato ad Aleppo, continuò nell'opera di convincimento dei suoi fedeli circa la bontà del cattolicesimo, finché non prese la decisione di rivolgersi direttamente al suo patriarca, Ignazio Giorgio III, nel tentativo di convertirlo alla fede cattolica. Si recò dunque a Diyarbakır, ma il suo progetto non ebbe alcun seguito. Il patriarca però, d'accordo con il Santo Sinodo, lo nominò arcieparca di Aleppo, nella speranza che questo lo distogliesse dalle sue idee. Malgrado l'opposizione di Jarweh, fu consacrato vescovo nella chiesa Notre-Dame di Diyarbakır il 23 febbraio 1766.
Poco tempo dopo il suo ritorno ad Aleppo, giunse la notizia della morte del patriarca Ignazio Gregorio II, cui succedette Ignazio Gregorio III, fortemente contrario a qualsiasi rapporto con la Chiesa cattolica. Questi chiamò a sé Michel Jarweh con una lettera datata 5 gennaio 1769. Il vescovo di Aleppo si recò allora a Mardin, nel monastero di Dayr al-Zafaran, sede del patriarcato ortodosso siriaco; ma, contro la sua volontà, vi fu trattenuto dal patriarca per quattro anni. Nel 1772 Gregorio III fece arrestare dalle autorità ottomane tutti i fedeli siri di Aleppo che manifestavano tendenze cattoliche; furono rilasciati solo dopo il pagamento di un forte riscatto. Questi stessi fedeli, all'inizio del 1773, scrissero al papa di Roma per chiedere la comunione con la Chiesa cattolica.
L'anno successivo Michael Jarweh riuscì a fuggire dal monastero di al-Zafaran, e l'8 dicembre 1774 poté raggiungere la sua comunità di Aleppo. Il 16 dicembre sottoscrisse una professione di fede cattolica nelle mani dell'arcieparca melchita di Aleppo, Ignace Karbousse, e scrisse una lettera a Roma per manifestare le sue convinzioni. Tuttavia, a causa di alcuni rapporti negativi dei missionari francescani e del delegato siro-cattolico Joseph Kodsi, Roma prese tempo prima di decidersi in favore di Jarweh; infine, il 23 giugno 1775 papa Pio VI accolse la sua professione di fede e lo riconobbe come vescovo cattolico. Il 19 luglio 1780 fu confermato dalla Santa Sede sulla sede di Aleppo.
In Aleppo, Jarweh continuò ad essere oggetto di attacchi da parte dei giacobiti, e per questo dovette fuggire dapprima a Cipro e poi in Egitto. Ritornato ad Aleppo, continuò convincere, con successo, vescovi e fedeli circa la sua idea della piena comunione con la Chiesa cattolica.

### Patriarca
Il 21 luglio 1781 morì il patriarca Ignazio Gregorio III. Prima di morire, l'anziano patriarca aveva suggerito di nominare, come suo successore, il vescovo Jarweh di Aleppo. Il sinodo elettorale, composto di cinque vescovi, e di preti e laici, riuniti nel monastero di al-Zafaran, elessero Michel Jarweh come nuovo patriarca della Chiesa sira; Jarweh accettò l'elezione solo dopo la proclamazione e l'accettazione di una professione di fede cattolica, nella chiesa dei Quaranta Martiri di Mardin. Fu solennemente intronizzato nel monastero di al-Zafaran il 22 gennaio 1783 e prese il nome tradizionale di Ignazio Michele III. La sua elezione fu confermata da papa Pio VI, con la consegna del pallio, il 15 dicembre 1783. La Chiesa siro-cattolica ebbe così un nuovo patriarca, dopo la morte nel 1702 di Ignazio Pietro VI Chaahbadine.
Tuttavia la parte ortodossa della Chiesa sira, non accettò questa nuova elezione. Pochi giorni dopo l'intronizzazione di Jarweh, fu eletto un patriarca di fede giacobita, Mar Matta ben Abdel-Ahad Saalab (conosciuto in Occidente come Matteo), eparca di Mosul, il quale riuscì ad ottenere, prima di Jarweh, il firmano dal governo turco, che lo riconosceva unico capo della Nazione sira (Millet). Con i diritti garantiti dal firmano, iniziò a perseguitare la parte cattolica ed il suo nuovo patriarca, che si vide costretto a fuggire da al-Zafaran.
Imprigionato e poi liberato con riscatto, si rifugiò a Baghdad, da cui fuggì nuovamente travestito da beduino per raggiungere il Libano, dove ricevette aiuto e protezione dagli altri patriarchi cattolici ivi residenti, in particolare quello maronita e quello armeno. Qui, il 22 settembre 1786, acquistò un rudere su cui edificò il monastero di Charfet, che per diversi anni sarà la sede dei patriarchi siri, prima del suo trasferimento a Mardin. Dopo la prima guerra mondiale Charfet è diventata nuovamente sede del patriarcato e del seminario patriarcale.
Nella piccola cappella di Charfet, dedicata a Nostra Signora della Liberazione, il 25 aprile 1785 Ignazio Michele III ricevette solennemente il pallio alla presenza di diversi vescovi delle altre chiese cattoliche orientali e professò nuovamente la sua fede cattolica.
Ignazio Michele III morì a Charfet il 14 settembre 1800.

## Genealogia episcopale e successione apostolica
La genealogia episcopale è:
- Patriarca Ignazio Giorgio III
- Patriarca Ignazio Michele III Jarweh

La successione apostolica è:
- Vescovo Cyrille Benham Bischara Abtal (1790)
- Vescovo Julius-Antoine (1800)